# Dzikie pola
Dzikie pola – polski film fabularny z 1932 roku w reżyserii Józefa Lejtesa. Film był przykładem kompendium bieżących możliwości technicznych polskiego kina. Istniały cztery wersje językowe filmu: francuska, niemiecka, polska i angielska.
Film zaginął w trakcie II wojny światowej.

## Obsada
- Danuta Arciszewska – Basia
- Zbigniew Staniewicz – Zbig, kadet austriacki
- Andrzej von Hammerstein – Radko, pułkownik armii rosyjskiej
- Tadeusz Kański - Bodenyj, rotmistrz armii francuskiej
- Antoni Adamczyk – Pietrow, wachmistrz Kozaków
- Bohdan Sielski - Verdieux, kapitan armii francuskiej
- Edward Czupryński - Rouzicka, podoficer armii austro-węgierskiej
- Władimir Szelechow - Klinger, podoficer armii niemieckiej
- Henryk J. Zarzycki - Laszlo, porucznik armii austro-węgierskiej
- Eryk Larski - Mueller, major armii niemieckiej
- Stefan Osiecki - Makverson, podporucznik armii Stanów Zjednoczonych
- Mikołaj Gorczak - Maruszkin, kapitan armii rosyjskiej
- Antoni Zajelski - dowódca patrolu bolszewickiego
- Stefan Kowalewicz - Mykita, rybak